# Dolmen von Kerroc’h (Quéven)

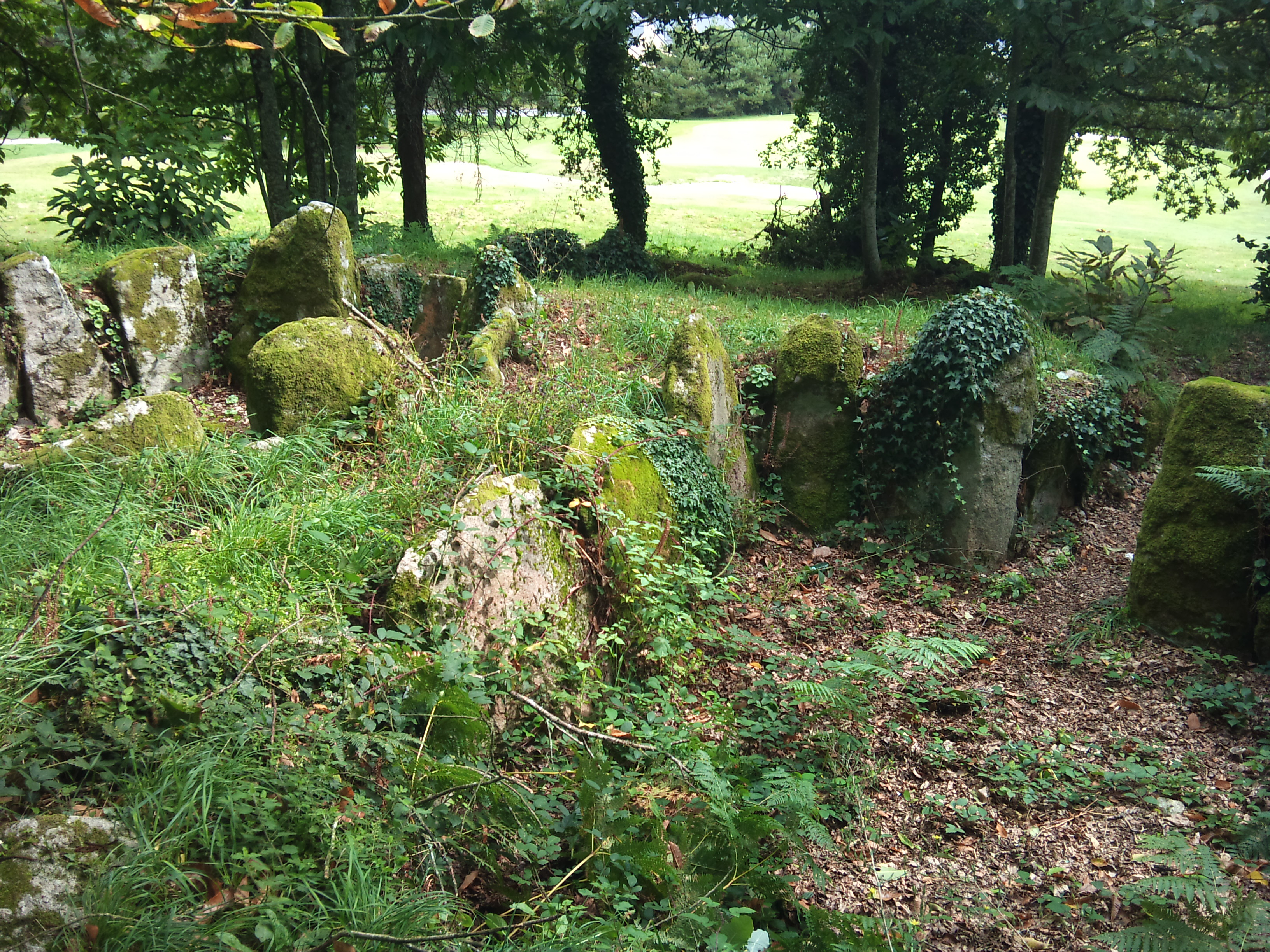
Dolmens von Kerroc’h – Blick auf die Gangseiten

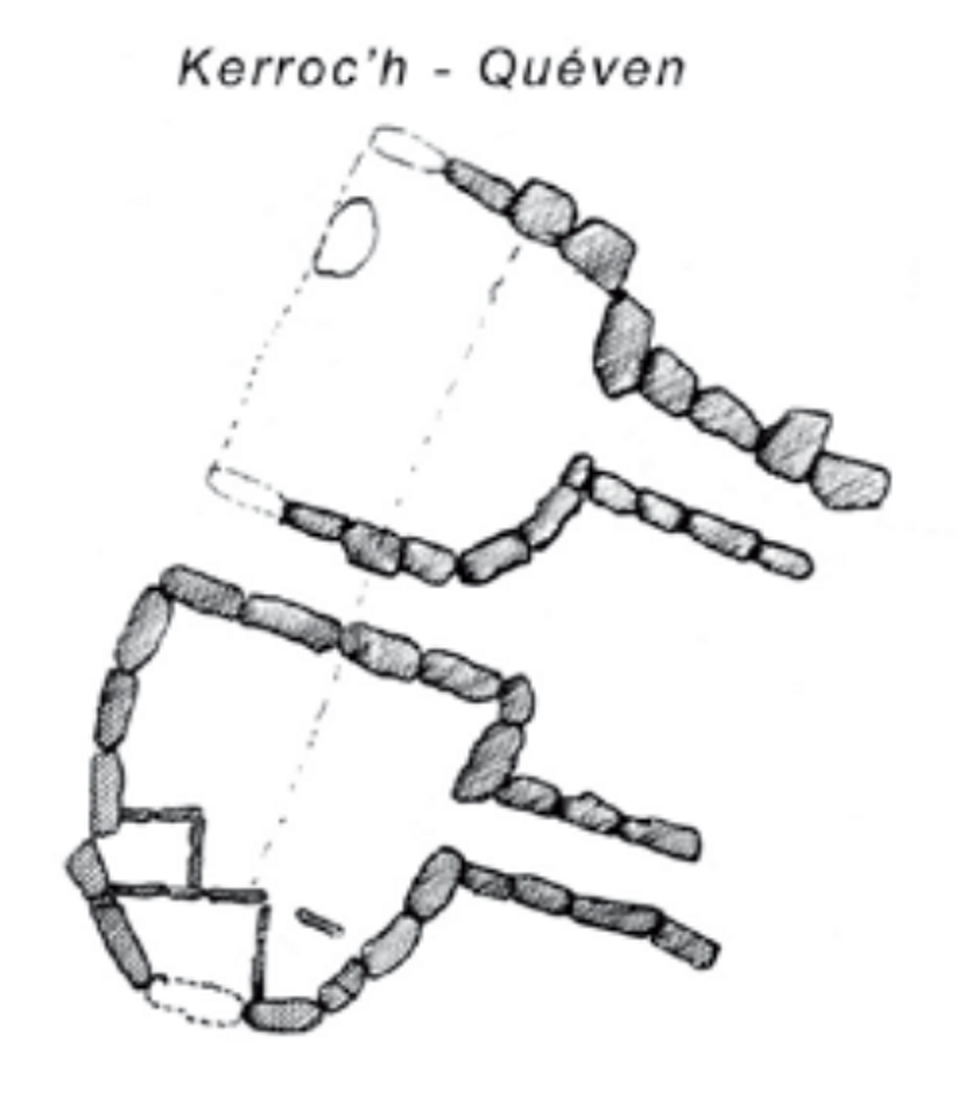
Plan

Die beiden Dolmen von Kerroc’h liegen im Gemeindegebiet von Quéven im Département Morbihan in der Bretagne in Frankreich. Sie werden auch als Tumuli von Kerroc’h oder als Le Trou des Chouans bezeichnet. Sie heißen „le trou des Chouans“, weil sie bei der Chouannerie als Versteck dienten. Dolmen ist in Frankreich der Oberbegriff für neolithische Megalithanlagen aller Art (siehe: Französische Nomenklatur). Mehrere einfache Dolmen (französisch Dolmen simple) mit diesem Namen finden sich bei Plouharnel.

## Beschreibung
Es handelt sich um zwei Dolmen mit Gang (französisch Dolmen à couloir) mit außergewöhnlichem Grundriss, die in einem Rundhügel liegen, der einen Durchmesser von über 12 Metern hat. Ihre Decksteine wurden 1822 entfernt, nachdem die Megalithanlagen entdeckt wurden. Die Kammern haben unterschiedlich ausgerichtete, etwa D-förmige Grundrisse.

### Nordkammer
Die Nordkammer ist beinahe rund und hat 3,50 m Durchmesser. Acht Steine des Ganges und zehn Steine der Kammer sind erhalten. Einer von ihnen ist graviert. Von drei weiteren Kammersteinen sind die Standspuren erhalten, Sie zeigen, dass die Kammer im Nordwesten, gegenüber dem etwa mittig ansetzenden Gang ihre gerade Wand hatte. 

### Südkammer
Der südliche Dolmen hat mit dem etwa drei Meter langen Gang in etwa die Form eines q.  Von den 16 Tragsteinen der etwa 4,5 m messenden Kammer fehlt einer, während der etwas versetzt ansetzende Gang von sieben erhaltenen Tragsteinen begrenzt wird. Die gerade Seite des „D“ ist hier an der Nordostseite. Im Scheitelpunkt der Rundung des „D“ sind Einbauten erkennbar, die an nordische Quartiere erinnern.
Gefunden wurden menschlichen Knochen, eine geschliffene Axt, ein Feuersteindolch, Messer,  Feuersteinsplitter und kleine Keramiken.
Die Dolmen von Kerroc’h wurden 1977 als historisches Denkmal registriert.